# 25109 Hofving
25109 Hofving è un asteroide della fascia principale. Scoperto nel 1998, presenta un'orbita caratterizzata da un semiasse maggiore pari a 2,4269311 UA e da un'eccentricità di 0,1702200, inclinata di 1,69872° rispetto all'eclittica.